# Гамрекели, Борис Александрович
Борис Александрович Гамрекели (груз. ბორის ალექსანდრეს ძე გამრეკელი; 2 мая 1900, Зестафони — 25 ноября 1977) — грузинский советский режиссёр и актёр, заслуженный артист Грузинской ССР (1938).
В 1942 году  Гамрекели стал главным режиссёром Тбилисского театра музыкальной комедии имени Васо Абашидзе.
Борис Гамрекели поставил спектакли «Марица» Кальмана, «Вольный ветер» Дунаевского, «Дали» Милоравы, «Нателла» Торадзе, «Салхинобели» Гудиашвили.
Автор пьесы «Похождения храброго Кикилы» (совместно с Нахуцришвили).